# Cuchilla de Cerro Largo
La Cuchilla de Cerro Largo es una cuchilla uruguaya ubicada en el Este del país. Es un ramal de la Cuchilla Grande que se extiende desde el Arroyo de Santos en el centro del Departamento de Cerro Largo hasta la Cañada del Buey en el Norte del Departamento de Treinta y Tres.
Es la cuna de diversos afluentes del Río Tacuarí y el arroyo Parado, siendo la encargada de separar la cuenca de estos cursos de agua.  Su pico más elevado es el Cerro de Cerro Largo.